# Gas Mark
A Gas Mark é uma escala de temperatura encontrada e usada em fornos a gás e fogões no Reino Unido, Irlanda e alguns países da Commonwealth.

## Equivalentes em Fahrenheit e Celsius
Gas mark 1 é 275 °Fahrenheit (135 °Celsius).
Para converter gas mark para escala Celsius (D), multiplique o gas mark número (G) por 14, enquanto some mais 121
(G × 14) + 121 = D
Para a reversa da conversão, G = (D - 121)/14 
(Não faça, se G for menos que 1.)
| Gas mark | Fahrenheit | Celsius | Descritivo                       |
| -------- | ---------- | ------- | -------------------------------- |
| 1⁄4      | 225°       | 107°    | Baixa/Alta                       |
| 1⁄2      | 250°       | 121°    | Baixa/Alta                       |
| 1        | 275°       | 135°    | Baixa/Alta                       |
| 2        | 300°       | 149°    | Baixa/Alta                       |
| 3        | 325°       | 163°    | Moderadamente Baixa/Muito Quente |
| 4        | 350°       | 177°    | Moderada/Média                   |
| 5        | 375°       | 191°    | Moderada/Moderadamente Quente    |
| 6        | 400°       | 204°    | Moderadamente Quente             |
| 7        | 425°       | 218°    | Quente                           |
| 8        | 450°       | 232°    | Quente/Muito Quente              |
| 9        | 475°       | 246°    | Muito Quente                     |